# Torrent (Baix Empordà)
Torrent és un municipi de la comarca del Baix Empordà. El terme té una extensió de gairebé 8 km². S'estén pels darrers contraforts nord-orientals de les Gavarres i comprèn també un sector de la plana al·luvial, a ponent del massís de Begur. La riera de Torrent, que davalla de la serralada i voreja el poble, forma part de la complicada xarxa hidrogràfica que desguassa a la mar a la meitat de migdia de la platja de Pals.
La carretera de Girona a Palamós travessa el sector de ponent del territori municipal. En aquest indret hi ha el collet dels Revolts de Torrent, des del qual es domina un esplèndid panorama sobre la plana, limitada a la llunyania pel massís del Montgrí i la mar, amb la silueta peculiar de les illes Medes. També dins del municipi s'hi troba un nucli més petit que es diu Torrentí, en semblança a ser, un diminutiu de Torrent. I s'hi troba una ermita, la de Sant Llop, d'un estil barroc molt peculiar.

## Geografia
- Llista de topònims de Torrent (muntanyes, serres, collades, indrets, rius, fonts, cases, masies, esglésies…).

## Història
En una butlla de l'any 1017 el papa Benet VIII confirmava les possessions que l'abadia de Sant Esteve de Banyoles tenia al terme de Torrent i també al de Torrentí:
| « | in locum quem dicunt Torrentilio vel infra ejus termines, in locum quem dicunt Torrente vel infra ejus termines… | » |

L'any 1358 el lloc de Torrent era dominat pel cavaller Dalmau Ramon de Xetmar. El 1377 Beatriu de Foixà va vendre la jurisdicció civil del castell de Torrent a Berenguer de Cruïlles per 45.000 sous. Des d'aquest moment el lloc, citat gairebé sempre amb la categoria de castell, romangué sota el domini dels senyors de Cruïlles i Peratallada, dels quals consta que el 1395 ja gaudien de jurisdicció criminal del castell de Torrent.
El 25 de març de 1770 Felip de Cruïlles de Peratallada baró de Cruïlles i senyor de Torrent d'Empordà, fou investit pel rei Carles III amb el títol de marquès de castell de Torrent.

## El poble
El poble de Torrent d'Empordà és emplaçat a la capçalera del rierol que li ha donat el nom, a 44 m d'altitud, al peu de la serra, en un paratge obert vers llevant, de cara a la plana. El nucli és format per una trentena de cases agrupades a l'entorn del temple parroquial de forma desgavellada. Hi ha alguns carrerons estrets i molt curts i una gran esplanada o plaça a la sortida de la porta medieval del recinte del castell, encara conservada. L'església parroquial de Sant Vicenç, documentada des del segle xiv, havia estat sufragània de Sant Feliu de Boada. L'actual edifici, de considerables dimensions, fou bastit el segle xviii. És d'una nau amb capelles laterals i absis poligonal. Al parament exterior del seu mur de capçalera hom pot veure una làpida commemorativa de l'inici de les obres del temple:
| « | Dia 13 agost de 1724 fonch posa da la primera pedra de esta yglésia per lo m.Emanuel Oller i Colom natural de est lloch de Torrent | » |

Sobre la inscripció s'hi troba, en baix relleu, una creu de Malta i els atributs al·lusius al martiri del patró: la palma, la mola i unes graelles.
A la façana occidental de l'església hi ha la porta. La nau, la capçalera i les capelles laterals són cobertes amb voltes de llunetes.
El campanar, al costat de migdia del temple, és una torre de planta quadrada.
Del castell de Torrent en resten dempeus alguns vestigis del recinte mural. El portal, a llevant, és de mig punt i de gran dovellatge, al damunt hi havia restes d'un gran matacà, que als anys 1980 va ser reconstruït amb molt poca traça. A l'angle nord-est del recinte hi ha una torre circular que no conserva la part superior.
Algunes cases del poble tenen llindes amb inscripcions del segle xviii; alguns ràfecs de teulada decorats són de la mateixa centúria.
El poble de Torrentí, documentat al segle xi, es troba un km al nord del cap del municipi. El formen una dotzena de masies escampades, prop del camí que mena al poble de Sant Feliu de Boada, de l'església del qual depèn la de Sant Fèlix de Torrentí. El casal més notable és Can Figa (també anomenat Can Joanals), del segle xvii, fortificat amb una elegant garita angular.
El Pla és un altre veïnat de masies disseminades pel sector nord-est del terme.

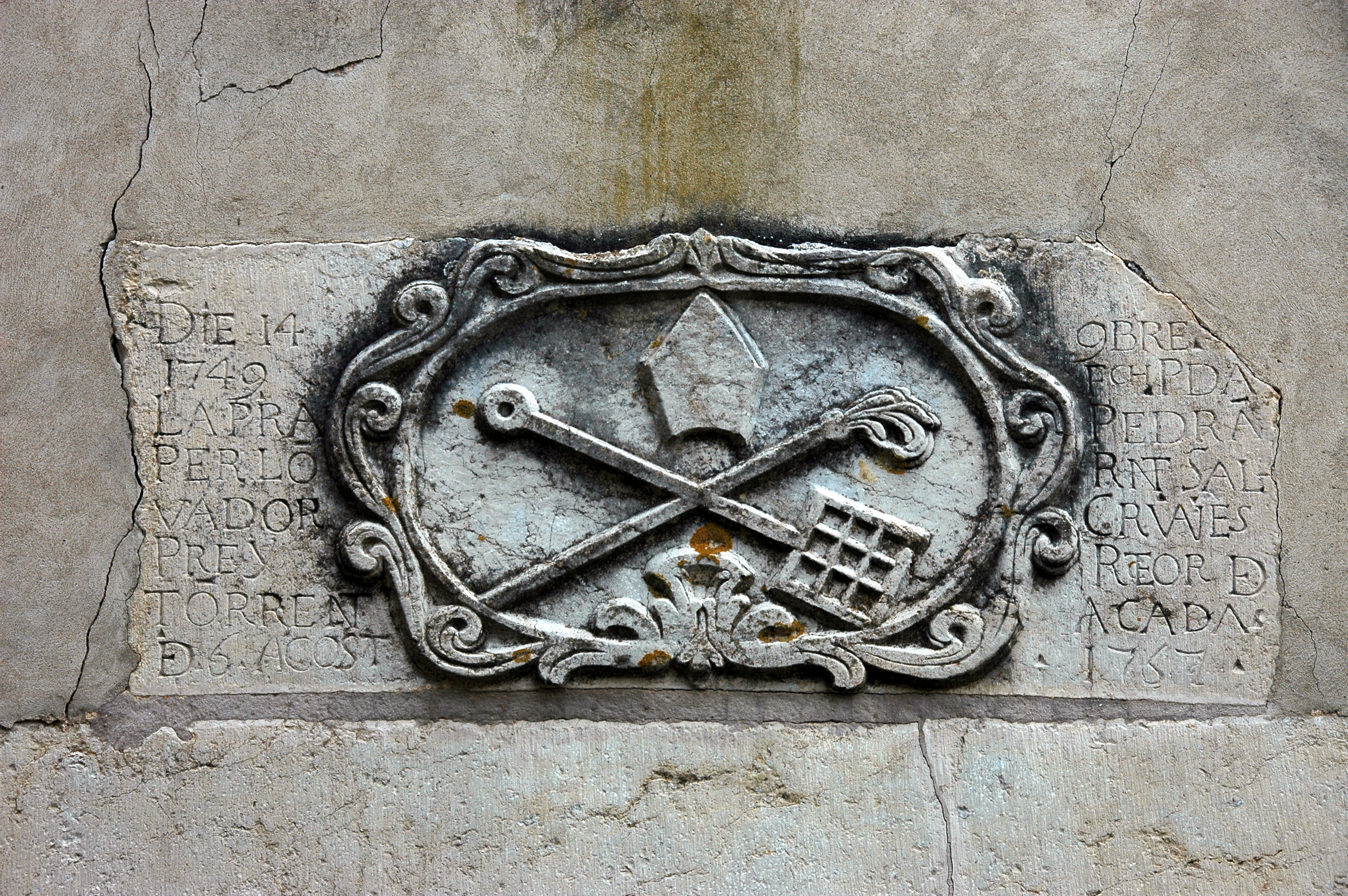
Inscripció de la llinda de la porta de l'Ermita de Sant Llop

L'Ermita de Sant Llop és emplaçada en un replà de les Gavarres, a 2 km a ponent del poble, en una clariana del bosc. Des del segle xviii la planta és de creu grega amb capçalera quadrada i cúpula. A la llinda de la porta una inscripció ens informa que fou construïda entre els anys 1749 i 1757. anteriorment ja existia una ermita al mateix lloc de la qual hi ha notícies el 1539. malgrat conservar la dedicació a sant Llop –patró dels pastors-- l'aplec més popular s'hi celebra per Santa Llúcia, la patrona. Aquesta festa fou recuperada l'últim terç del segle xx.
El cementiri dels Moros (o Dòlmen de Puig Roig) és un gran sepulcre megalític que es troba al cim d'un turó poc elevat, al nord-est del terme. Del tipus de galeria coberta, és un dels megàlits més grans de Catalunya. Descobert el 1923, s'hi feren exploracions als anys quaranta, però fins al 1970 no s'excavà ni s'estudià de manera definitiva. Les troballes han estat abundoses: objectes de sílex, ceràmiques fetes a mà (alguns fragments de vas campaniforme), peces de collar, etc. Cal destacar la curiosa estructura del túmul, a base de filades radials de lloses clavades verticalment que convergeixen vers la cambra. S'han perdut les lloses de coberta i el seu estat de conservació és ruïnós.

## El relleu
El sector muntanyós del terme de Torrent d'Empordà és cobert per la vegetació característica de les Gavarres: pinedes i suredes, que avui ja no s'exploten. En el paratge dels Revolts creix un exemplar de llentiscle (arbust de la família de les anacardiàcies) molt singular per les seves grans proporcions, fins al punt d'estar protegit pels estaments oficials.
Als replans més baixos de la serra del bosc alterna amb algunes vinyes i oliveres, mentre que les terres del pla són totalment conreades. Els cereals i el blat de moro hi són cada vegada més desplaçats pels farratges, en especial l'alfals, puix que la cria de bestiar ha anat en augment durant els darrers anys.

## Economia
L'agricultura i la ramaderia –bestiar boví i porcí són, doncs, les activitats econòmiques predominants. En l'actualitat hom acudeix principalment als mercats de Palafrugell (el diumenge) i de la Bisbal d'Empordà (el divendres). Molta menys incidència tenen els de Torroella de Montgrí (el dilluns) i Girona (el dissabte). Al poble algunes velles cases han estat ocupades per una part de la població immigrada. Algunes masies aïllades, sobretot al sector boscós, a la darreria del segle xx, foren restaurades i emprades com a segona residència i d'estiueig. El municipi comprèn, a més, el poble de Torrentí i la caseria del Pla.

## Demografia
El 1358 el terme de Torrent tenia 21 focs o famílies. El 1497 hi habitaven 23 famílies, 28 el 1515 i 29 el 1553. Al segle xviii] el cens havia augmentat notablement: 47 focs el 1708, 179 habitants el 1717, 221 habitants el 1787. Fins a la segona meitat del segle xix la corba demogràfica és ascendent. El 1857 tenim el cens més alt: 343 habitants. S'esdevé després una forta davallada (l'any 1900 Torrent només tenia 253 habitants) motivada pel flagell de la fil·loxera, el qual comportà la desaparició de les vinyes que ocupaven una gran part de les terres àrides de les Gavarres. La minva demogràfica continuà fins a la fi del decenni dels cinquanta del segle xx: 206 habitants el 1960. A partir d'aleshores es produeix una ràpida recuperació originada per l'establiment de nombrosos emigrants del sud de la península atrets per les ofertes de treball de la indústria turística de la costa i de les indústries sureres de Palafrugell de forma secundària. Segons el cens del 1970 a Torrent hi residien 288 persones. Amb les crisis d'aquestes últimes dècades des del 1980 Torrent no ha arribat mai als 200 habitants.
| 1497 f | 1515 f | 1553 f | 1717 | 1787 | 1857 | 1877 | 1887 | 1900 | 1910 |
| ------ | ------ | ------ | ---- | ---- | ---- | ---- | ---- | ---- | ---- |
| 23     | 28     | 29     | 179  | 221  | 343  | 265  | 293  | 253  | 239  |

| 1920 | 1930 | 1940 | 1950 | 1960 | 1970 | 1981 | 1990 | 1992 | 1994 |
| ---- | ---- | ---- | ---- | ---- | ---- | ---- | ---- | ---- | ---- |
| 243  | 246  | 230  | 237  | 206  | 288  | 201  | 195  | 181  | 181  |

| 1996 | 1998 | 2000 | 2002 | 2004 | 2006 | 2008 | 2010 | 2012 | 2014 |
| ---- | ---- | ---- | ---- | ---- | ---- | ---- | ---- | ---- | ---- |
| 176  | 173  | 172  | 180  | 173  | 190  | 184  | 190  | 193  | 170  |

| 2016 | 2018 | 2020 | 2022 | 2024 | 2026 | 2028 | 2030 | 2032 | 2034 |
| ---- | ---- | ---- | ---- | ---- | ---- | ---- | ---- | ---- | ---- |
| 163  | 165  | 164  | 166  | 173  | -    | -    | -    | -    | -    |

## Fills il·lustres
- Josep Coll i Vehí (1823-1876) escriptor, crític literari i poeta.

## Llocs d'interès
- Museu de la Confitura.[1]
- Dolmen del Cementiri dels Moros.[2]
- Ermita de Sant Llop